# Charlotta Östberg
Maria Charlotta Östberg, född 1782 i Östergötland, död 10 april 1840 i Stockholm, var en svensk målare och grafiker.
Hon var gift med vågmästaren FJ Östberg och sondotter till Anna Maria Hilfeling och brorsdotter till Gottfried Hilfeling. Redan 1833 noterades att Östberg var en tidig svensk utövare av mosaikarbeten för dekorativa ändamål vid sidan av sitt målande. Hon utgav anonymt 1831 skriften Vägledning för dem som vilja odla mullbärsträd, och uppföda silkesmaskar.